# Maraton w Porto
Maraton w Porto – maratoński bieg uliczny rozgrywany co roku w Porto, w Portugalii. Pierwsza edycja maratonu odbyła się 17 października 2004 roku. Od początku w zawodach uczestniczyli zarówno mężczyźni, jak i kobiety. Bieg odbywa się każdego roku w październiku lub w listopadzie.

## Lista zwycięzców
Lista zwycięzców maratonu w Porto:
| Edycja | Data                 | Zwycięzca wśród mężczyzn     | Kraj    | Czas    | Zwyciężczyni wśród kobiet | Kraj       | Czas    |
| ------ | -------------------- | ---------------------------- | ------- | ------- | ------------------------- | ---------- | ------- |
| 16     | 3 listopada 2019     | Deso Gelmisa                 | Kenia   | 2:09.08 | Bontu Bekele Gada         | Kenia      | 2:33.38 |
| 15     | 4 listopada 2018     | Robert Chemonges             | Uganda  | 2:09.05 | Abeba-Tekulu Gebremeske   | Etiopia    | 2:26.58 |
| 14     | 5 listopada 2017     | Jackson Limo                 | Kenia   | 2:11.34 | Monica Jepkoech           | Kenia      | 2:26.58 |
| 13     | 6 listopada 2016     | Samuel Mwaniki               | Kenia   | 2:11.48 | Loice Kiptoo              | Kenia      | 2:29.13 |
| 12     | 8 listopada 2015     | Gilbert Yegon                | Kenia   | 2:14:04 | Brigit Jepcheschir Kosgei | Kenia      | 2:47:59 |
| 11     | 2 listopada 2014     | Workneh Fikre Serbessa       | Etiopia | 2:13:10 | Marta Tigabea Mekonen     | Etiopia    | 2:31:54 |
| 10     | 3 listopada 2013     | Joash Kipkoech Mutai         | Kenia   | 2:13:04 | Chaltu Waka               | Etiopia    | 2:37:47 |
| 9      | 28 października 2012 | Anthony Wairuri              | Kenia   | 2:12:14 | Abeba Gebremeskele        | Etiopia    | 2:39:51 |
| 8      | 6 listopada 2011     | Philemon Baaru               | Kenia   | 2:09:51 | Pauline Chepchumba        | Kenia      | 2:41:25 |
| 7      | 7 listopada 2010     | Alex Kirui                   | Kenia   | 2:14:25 | Beatrice Toroitich        | Kenia      | 2:37:49 |
| 6      | 8 listopada 2009     | Johnstone Kipkorir Changwony | Kenia   | 2:13:12 | Priscah Jeptoo            | Kenia      | 2:30:40 |
| 5      | 26 października 2008 | Samuel Muturi Mugo           | Kenia   | 2:11:08 | Tirfi Tsegaye             | Etiopia    | 2:35:31 |
| 4      | 21 października 2007 | Edwin Kimutai Kipchom        | Kenia   | 2:15:12 | Marisa Barros             | Portugalia | 2:31:31 |
| 3      | 15 października 2006 | Lawrence Kiptoo Saina        | Kenia   | 2:09:52 | Aureliana Edmundo         | Portugalia | 2:27:56 |
| 2      | 2 października 2005  | Reuben Chepkwik Mutumwo      | Kenia   | 2:22:27 | Fátima Silva              | Portugalia | 2:45:09 |
| 1      | 17 października 2004 | Steven Kiprotich             | Kenia   | 2:13:57 | Natália Pinho             | Portugalia | 2:58:09 |